# Gårsjön, Jämtland
Gårsjön är en sjö i Ragunda kommun i Jämtland och ingår i Indalsälvens huvudavrinningsområde. Sjön har en area på 0,261 kvadratkilometer och ligger 317,1 meter över havet.

## Delavrinningsområde
Gårsjön ingår i det delavrinningsområde (700525-147758) som SMHI kallar för Utloppet av Gårsjön. Medelhöjden är 361 meter över havet och ytan är 13,79 kvadratkilometer. Det finns inga avrinningsområden uppströms utan avrinningsområdet är högsta punkten. Kvarnån som avvattnar avrinningsområdet har biflödesordning 2, vilket innebär att vattnet flödar genom totalt 2 vattendrag innan det når havet efter 175 kilometer. Avrinningsområdet består mestadels av skog (81 procent). Avrinningsområdet har 0,56 kvadratkilometer vattenytor vilket ger det en sjöprocent på 4,1 procent.